# Karl Wirtz
Karl Eugen Julius Wirtz (Colônia, 24 de abril de 1910 — Karlsruhe, 12 de fevereiro de 1994) foi um físico nuclear alemão.
Foi preso pelas forças armadas britânicas e estadunidenses durante a Operação Epsilon em 1945 e encarcerado por seis meses em Farm Hall, Inglaterra.